# 북안데스판

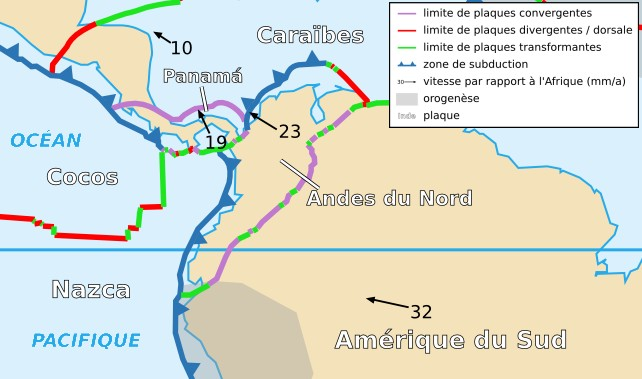
북안데스판("Andes du Nord",프랑스어)

북안데스판은 에콰도르, 콜롬비아, 베네수엘라 일대의 북부 안데스가 속한 판이다. 나스카판이 남아메리카 판에 섭입하는 속도가 비교적 빠르기 때문에 북안데스판은 그 사이에서 밀려나고 있다. 북쪽의 카리브판, 서쪽의 나스카판이 섭입하기 때문에 화산과 지진이 활발하다.

## 참고
Bird, P. (2003) An updated digital model of plate boundaries, Geochemistry Geophysics Geosystems, 4(3), 1027, doi:10.1029/2001GC000252. 